# Azerbajdžanska Premier Liga 2017./18.
Azerbajdžanska Premier Liga 2017./18. je bila 26. sezona Azerbajdžanske Premier lige. 

## Tablica
| Pozicija | Klub        | Utakmica | P  | N | I  | DG | PG | GR  | Bodova | Kvalificirani ili ispali                          |
| -------- | ----------- | -------- | -- | - | -- | -- | -- | --- | ------ | ------------------------------------------------- |
| 1.       | Qarabağ     | 28       | 20 | 5 | 3  | 37 | 13 | +24 | 65     | Kvalificirani za prvo pretkolo UEFA Lige prvaka   |
| 2.       | Gabala      | 28       | 14 | 7 | 7  | 43 | 26 | +17 | 49     | Kvalificirani za prvo pretkolo UEFA Europske lige |
| 3.       | Neftçi Baku | 28       | 14 | 4 | 10 | 39 | 28 | +11 | 46     | Kvalificirani za prvo pretkolo UEFA Europske lige |
| 4.       | Zira        | 28       | 12 | 8 | 8  | 36 | 30 | +6  | 44     |                                                   |
| 5.       | Sumgayit    | 28       | 11 | 7 | 10 | 34 | 33 | +1  | 40     |                                                   |
| 6.       | Keşla       | 28       | 8  | 7 | 13 | 29 | 39 | -10 | 31     | Kvalificirani za prvo pretkolo UEFA Europske lige |
| 7.       | Sabail      | 28       | 6  | 5 | 17 | 19 | 39 | -20 | 23     |                                                   |
| 8.       | Kapaz       | 28       | 3  | 5 | 20 | 18 | 47 | -29 | 14     | Ispali u Azerbajdžansku prvu ligu                 |

## Najbolji strijelci
| Mjesto | Igrač                  | Klub     | Golova |
| ------ | ---------------------- | -------- | ------ |
| 1.     | Bagaliy Dabo           | Gabala   | 13     |
| 2.     | Amil Yunanov           | Sumgayit | 10     |
| 3.     | Steeven Joseph-Monrose | Gabala   | 9      |